# خوسيه جيراردو موريرا روتشا جونيور
خوسيه جيراردو موريرا روتشا جونيور (بالبرتغالية: José Gerardo Moreira Rocha Júnior‏) هو لاعب كرة قدم برازيلي في مركز الوسط، ولد في 19 نوفمبر 1977 في فورتاليزا في البرازيل. لعب مع نادي سيارا ونادي فورتاليزا.